# Sandis Ozoliņš
 (mai 2009).
Si vous disposez d'ouvrages ou d'articles de référence ou si vous connaissez des sites web de qualité traitant du thème abordé ici, merci de compléter l'article en donnant les références utiles à sa vérifiabilité et en les liant à la section « Notes et références ».
Sandis Ozoliņš (ou Sandis Ozolinch transcription du russe : Сандис Озолиньш - et en anglais : Sandis Ozolinsh) - (né le 3 août 1972 à Riga en République socialiste soviétique de Lettonie) est un joueur professionnel de hockey sur glace letton.

## Carrière de joueur
Ozoliņš fut d'abord repêché par les Sharks de San José au 2e tour, 30e choix au total, au repêchage d'entrée dans la LNH 1991.
Ozoliņš est reconnu comme étant un excellent défenseur offensif ayant en plus la capacité à se joindre à l'attaque et l'un des meilleurs joueurs d'appui lors d'un avantage numérique de la Ligue nationale de hockey. Son jeu défensif, par moments instable, crée cependant quelques problèmes à ses coéquipiers.[réf. nécessaire] Malgré cette lacune, il fut l'un des trois finalistes au trophée James-Norris au terme de la saison 1996-1997 de la LNH. Il participa aussi à 7 Matchs des étoiles.
Ozoliņš s'est distingué des autres défenseurs de la ligue au fil des ans comme étant un féroce compétiteur en séries qui sait produire des choses au bon moment. Il était membre des Sharks de 1994 et de 1995, deux équipes négligées qui passèrent néanmoins en deuxième tour des séries éliminatoires en éliminant des grosses équipes supposées en venir facilement à bout.[réf. nécessaire]
Transféré l'année suivante à Colorado, il se distingua dans de nombreuses prolongations gagnées et dans des septièmes matches décisifs,[réf. nécessaire] remportant la Coupe Stanley en 1996.
Il joua un rôle majeur dans la course inattendue des Ducks en 2003 jusqu'à la finale de la Coupe Stanley. En décembre 2005, Ozoliņš rata un entraînement et ne se présenta pas pour un court voyage de l'équipe à l'étranger. Peu de temps après, il s'inscrit volontairement au programme de désintoxication de la LNH et trouva placé indéfiniment à l'écart du jeu.[réf. nécessaire]
Il fut échangé par les Ducks aux Rangers contre un choix de troisième ronde à la date limite des transactions, le 9 mars 2006 ; il aida les Rangers à participer aux séries pour la première fois en 8 ans.
Le 3 novembre 2007, il signe un contrat d'un an évalué à 625 000 dollars américains avec les Sharks[réf. nécessaire], l'équipe qui l'a repêché.

## Trophées et honneurs personnels
- LNH :
  - Coupe Stanley : 1996
- KHL
  - 2010 : participe avec l'équipe Jágr au deuxième Match des étoiles (titulaire).
  - 2010-2011: nommé meilleur défenseur du mois de septembre.
  - 2011 : participe avec l'équipe Ouest au troisième Match des étoiles (titulaire).
  - 2010-2011 : nommé dans l'équipe type (casque d'or).

## Divers
Ozoliņš possède en outre le Vilki OP/LaRocca du Championnat de Lettonie de hockey sur glace ; il possède aussi le tout premier terrain de golf 18 trous de Lettonie, le Ozo Golf Club.[réf. nécessaire]

## Statistiques
| Saison     | Équipe                    | Ligue      |     | Saison régulière | Saison régulière | Saison régulière | Saison régulière | Saison régulière |    | Séries éliminatoires | Séries éliminatoires | Séries éliminatoires | Séries éliminatoires | Séries éliminatoires |
| Saison     | Équipe                    | Ligue      | PJ  | B                | A                | Pts              | Pun              | PJ               | B  | A                    | Pts                  | Pun                  |                      |                      |
| 1990-1991  | Dinamo Riga               | URSS       | 44  | 0                | 3                | 3                | 51               | -                | -  | -                    | -                    | -                    |                      |                      |
| 1991-1992  | Blades de Kansas City     | LIH        | 34  | 6                | 9                | 15               | 20               | 15               | 2  | 5                    | 7                    | 22                   |                      |                      |
| 1991-1992  | Pardaugava Riga           | URSS       | 30  | 6                | 0                | 6                | 42               | -                | -  | -                    | -                    | -                    |                      |                      |
| 1992-1993  | Sharks de San José        | LNH        | 37  | 7                | 16               | 23               | 40               | -                | -  | -                    | -                    | -                    |                      |                      |
| 1993-1994  | Sharks de San José        | LNH        | 81  | 26               | 38               | 64               | 24               | 14               | 0  | 10                   | 10                   | 8                    |                      |                      |
| 1994-1995  | Sharks de San José        | LNH        | 48  | 9                | 16               | 25               | 30               | 11               | 3  | 2                    | 5                    | 6                    |                      |                      |
| 1995-1996  | Spiders de San Francisco  | LIH        | 2   | 1                | 0                | 1                | 0                | -                | -  | -                    | -                    | -                    |                      |                      |
| 1995-1996  | Sharks de San José        | LNH        | 7   | 1                | 3                | 4                | 4                | -                | -  | -                    | -                    | -                    |                      |                      |
| 1995-1996  | Avalanche du Colorado     | LNH        | 66  | 13               | 37               | 50               | 50               | 22               | 5  | 14                   | 19                   | 16                   |                      |                      |
| 1996-1997  | Avalanche du Colorado     | LNH        | 80  | 23               | 45               | 68               | 88               | 17               | 4  | 13                   | 17                   | 24                   |                      |                      |
| 1997-1998  | Avalanche du Colorado     | LNH        | 66  | 13               | 38               | 51               | 65               | 7                | 0  | 7                    | 7                    | 14                   |                      |                      |
| 1998-1999  | Avalanche du Colorado     | LNH        | 39  | 7                | 25               | 32               | 22               | 19               | 4  | 8                    | 12                   | 22                   |                      |                      |
| 1999-2000  | Avalanche du Colorado     | LNH        | 82  | 16               | 36               | 52               | 46               | 17               | 5  | 5                    | 10                   | 20                   |                      |                      |
| 2000-2001  | Hurricanes de la Caroline | LNH        | 72  | 12               | 32               | 44               | 71               | 6                | 0  | 2                    | 2                    | 5                    |                      |                      |
| 2001-2002  | Hurricanes de la Caroline | LNH        | 46  | 4                | 19               | 23               | 34               | -                | -  | -                    | -                    | -                    |                      |                      |
| 2001-2002  | Panthers de la Floride    | LNH        | 37  | 10               | 19               | 29               | 24               | -                | -  | -                    | -                    | -                    |                      |                      |
| 2002-2003  | Panthers de la Floride    | LNH        | 51  | 7                | 19               | 26               | 40               | -                | -  | -                    | -                    | -                    |                      |                      |
| 2002-2003  | Mighty Ducks d'Anaheim    | LNH        | 31  | 5                | 13               | 18               | 16               | 21               | 2  | 6                    | 8                    | 10                   |                      |                      |
| 2003-2004  | Mighty Ducks d'Anaheim    | LNH        | 36  | 5                | 11               | 16               | 24               | -                | -  | -                    | -                    | -                    |                      |                      |
| 2005-2006  | Mighty Ducks d'Anaheim    | LNH        | 17  | 3                | 3                | 6                | 8                | -                | -  | -                    | -                    | -                    |                      |                      |
| 2005-2006  | Rangers de New York       | LNH        | 19  | 3                | 11               | 14               | 20               | 3                | 0  | 0                    | 0                    | 6                    |                      |                      |
| 2006-2007  | Rangers de New York       | LNH        | 21  | 0                | 3                | 3                | 8                | -                | -  | -                    | -                    | -                    |                      |                      |
| 2007-2008  | Sharks de Worcester       | LAH        | 2   | 0                | 1                | 1                | 0                | -                | -  | -                    | -                    | -                    |                      |                      |
| 2007-2008  | Sharks de San José        | LNH        | 39  | 3                | 13               | 16               | 24               | -                | -  | -                    | -                    | -                    |                      |                      |
| 2009-2010  | Dinamo Riga               | KHL        | 43  | 5                | 20               | 25               | 109              | 6                | 0  | 3                    | 3                    | 24                   |                      |                      |
| 2010-2011  | Dinamo Riga               | KHL        | 41  | 6                | 25               | 31               | 62               | 11               | 0  | 7                    | 7                    | 12                   |                      |                      |
| 2011-2012  | Dinamo Riga               | KHL        | 50  | 10               | 10               | 20               | 28               | 7                | 1  | 1                    | 2                    | 2                    |                      |                      |
| 2012-2013  | Atlant Mytichtchi         | KHL        | 42  | 2                | 18               | 20               | 26               | 5                | 0  | 1                    | 1                    | 2                    |                      |                      |
| 2013-2014  | Dinamo Riga               | KHL        | 48  | 5                | 17               | 22               | 46               | 7                | 0  | 2                    | 2                    | 24                   |                      |                      |
| Totaux LNH | Totaux LNH                | Totaux LNH | 875 | 167              | 397              | 564              | 638              | 137              | 23 | 67                   | 90                   | 131                  |                      |                      |